# 声優劇場 パプリオーン! みずはらさん
『声優劇場 パプリオーン! みずはらさん』（せいゆうげきじょう パプリオーン みずはらさん）は、今野隼史による漫画である。監修は水原薫で、水原をモデルにした「みずはらさん」が主人公である。
ジャイブ刊『月刊コミックラッシュ』2009年8月号から2011年1月号まで連載。話数カウントは「本番（算用数字）」。単行本は CR COMICS DX より全3巻が発売されている。
本稿では作中の表記に従い本作の主人公を「みずはら」、そのモデルである監修者を「水原」と記して区別する。

## 概要
声優の水原薫をモデルにした「みずはらさん」の日常を描く漫画。フィクションではあるが、実話に基づいた部分も多く、「半実録」とされている。
毎回2ページ目が水原によるブログ風エッセイ「ぱぷりおーん! 水原さん」で、単行本にはそれに加えて各回のテーマにちなんだ「水原薫さんの裏話」も収録されている。単行本の©表示は、通常の今野隼史とジャイブのほか、水原の当時の所属事務所メディアフォースのものがある。
タイトルの「パプリオーン!」（英字表記 PAPRION!）は水原が好んで使う挨拶で、水原が好きな「パプリカ」と「カメレオン」の合成語である。ラジオ番組の『水原薫の今夜もパプリオーン』とも共通するが、単行本が告知された程度で、特に連動企画等はない。

## 登場人物
みずはら（みずはらさん）
モデルは水原薫。声優だがアルバイトのほうが多い。ハガキ職人で、ほむらの服を愛用するほむらーである。
ふじた（ふじたさん）
モデルは藤田昌代。みずはらの所属事務所メディアフォースの後輩。
じぇーにゃ（じぇーにゃちゃん）
モデルはジェーニャ。みずはらの所属事務所メディアフォースの後輩でロシア人。
くろたに（くろたにさん）
みずはらとアニメ『シュレディンガ・フォークス』で競演する声優。
スオミ（スオミさん）
くろたにと同じ事務所の声優。みずはらをライバル視している。
監督
みずはらの出演作『シュレディンガ・フォークス』の監督。ラジオ収録や外画吹き替えの現場にも登場する。

## 登場する固有名詞
メディアフォース (MEDIAFORCE)
モデルはメディアフォース（実名）。みずはらの当時の所属事務所。
ほむら（ファッションパラダイスほむら）
モデルはしまむら。みずはらが愛用する服店。ほむらの服の愛用者を「ほむらー」（しまむらなら「シマラー」が普通だが水原は「シマムラー」を自称する）と呼ぶ。
シュレディンガ・フォークス
みずはら（ノノモリ王女役）とくろたに（マコ役）が主演する、ライトノベル原作のテレビアニメ。インターネットラジオ『シュレディンガ放送局』もみずはらとくろたにで放送中。
有明まんがまつり
モデルはコミックマーケット。
カオルちゃん（緑の薫ちゃん）
みずはらの「心友（しんゆう）」の人形。水原の人形がモデル。
タラモ君太郎
みずはらの好物の駄菓子。タラモ（魚卵料理）味。水原も駄菓子好きだが、元ネタは不明。

## 単行本
1. ISBN 978-4-86176-746-3 2010年2月6日
2. ISBN 978-4-86176-781-4 2010年8月15日
3. ISBN 978-4-86176-823-1 2011年2月13日